# Palm III

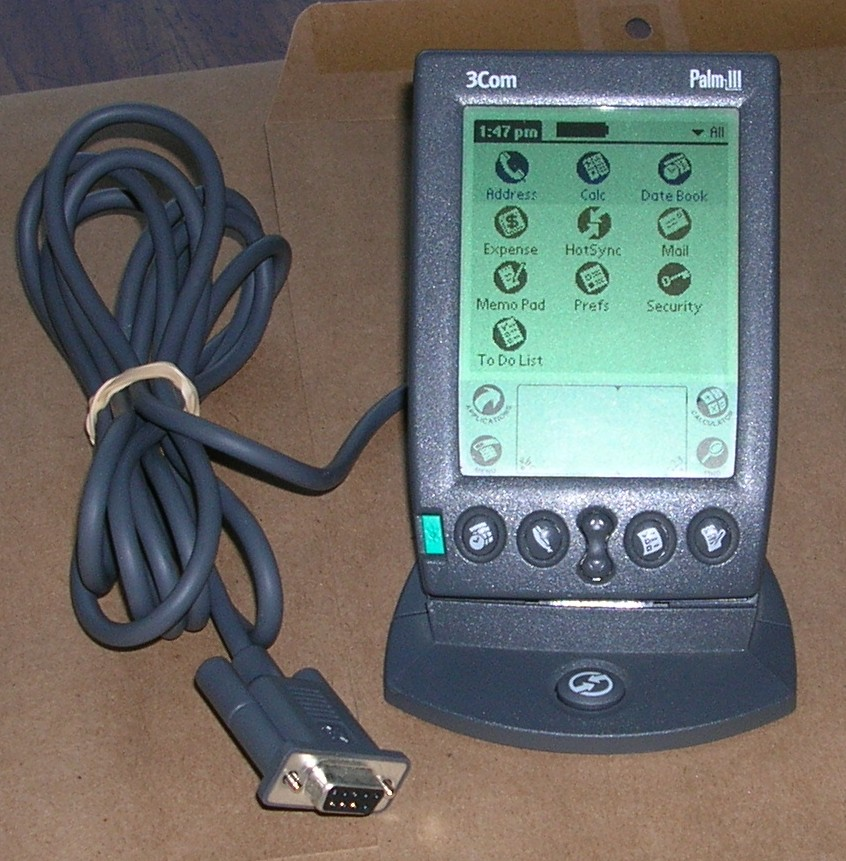
Palm III wraz ze stacją dokującą i kablem transmisyjnym

Palm III był pierwszym Palmtopem z serii III oraz pierwszym stworzonym przez firmę Palm, który komunikował się za pomocą Podczerwieni oraz posiadał system operacyjny oparty na pamięci Flash ROM. Pierwszy model Palm IIIs pojawił się w sprzedaży w 1998 roku. Kolejnymi modelami były stworzone w 1999 roku Palm IIIe i Palm IIIx (z nowym systemem operacyjnym, i lepszym jakościowo wyświetlaczem), później, w 2000 roku pojawił się Palm IIIc i Palm IIIxe. Palm IIIc posiadał kolorowy ekran TFT i szybszy procesor natomiast Palm IIIxe posiadał większą ilość pamięci RAM. Palm IIIc oraz Palm IIIxe pojawiły się w odróżnieniu od poprzedników w kolorze czarnym, posiadały 8 MB pamięci RAM oraz system operacyjny Palm OS 3.5.
Sugerowana cena modeli Palm III w 1998 roku wynosiła 400$.